# 福田正彦
福田 正彦（ふくだ まさひこ、1923年〈大正12年〉1月2日 - 2001年〈平成13年〉4月29日 ）は、岡山県出身の政治家。新見市議会長を経て新見市長を3期務めた。

## 経歴

### 生い立ち
岡山県新見市にて生れる。地元に近い旧制岡山県立高梁中学（現：岡山県立高梁高等学校）へ進学した。同期には、東芝を経て日本原子力研究所副理事長を務める天野昇や大学教授になる田井庄之助、丸善石油（現：コスモ石油）副参与と北海道の各社の関連社長を務めた古米初男がいる。1940年（昭和15年）同校を卒業した。

### 政治家として
その後、紆余曲折を経て新見市議会議員となり、新見市議会議長を務めた後、当時の新見市長を4期務めた赤木孜一の退任に伴う、新見市長選挙で松浦宏美と塚村正二に競り勝ち、新見市長となる。
1982年（昭和57年）の新見市長選挙の結果は以下の通り※当日有権者数：{{{当日有権者数}}}人 最終投票率：94%（前回比：{{{前回比}}}pts）
| 候補者名 | 年齢 | 所属党派 | 新旧別 | 得票数   | 得票率 | 推薦・支持 |
| -------- | ---- | -------- | ------ | -------- | ------ | ---------- |
| 福田正彦 | 59   | 無所属   | 新     | 11,601票 | 58.66% | なし       |
| 松浦宏美 | 59   | 無所属   | 現     | 8,050票  | 40.71% |            |
| 塚村正二 | 73   | 無所属   | 新     | 125票    | 0.63%  |            |